# گروور (آیووا)
گروور (به انگلیسی: Gruver) شهری در ایالت آیووا کشور ایالات متحده آمریکا است که جمعیت آن در سرشماری سال ۲۰۱۰ میلادی، ۹۴ نفر بوده‌است.